# Sant'Ilario (film)
Sant'Ilario è un film muto del 1923 diretto da Henry Kolker.
Vicenda drammatica e passionale ambientata nella Roma del XIX secolo. Il film utilizza solo una parte del lungo romanzo storico, secondo dei romanzi dedicati alla famiglia Saracinesca, dello scrittore americano Francis Marion Crawford, autore di numerose opere ambientate in Italia.